# Emblema di Vanuatu
L'emblema di Vanuatu è il simbolo ufficiale di Vanuatu, è stata adottata nel 1980 con l'indipendenza.
Vi è rappresentato guerriero con una lancia e alle sue spalle un vulcano.
Dietro di esso è l'emblema dello Stato, le due verdi foglie e una zanna di cinghiale d'argento, che è presente anche Bandiera di Vanuatu.
Al disotto c'è striscione d'oro con il motto dello Stato in Lingua bislama :"LONG GOD YUMI STANAP". (In Dio noi stiamo insieme.)

## Simbolismo
Le foglie della felce autoctona Cycadophyta sono un simbolo di pace.
Il cinghiale è un simbolo di prosperità, i maiali sono a Vanuatu come segno di ricchezza. Il motto è stato coniato dal 1º Primo Ministro di Vanuatu, il sacerdote anglicano Walter Lini Hady.